# Kautschuk (Film)
Kautschuk ist ein deutscher Abenteuerfilm von 1938 unter der Regie von Eduard von Borsody mit René Deltgen, Gustav Diessl und Vera von Langen. Alternativtitel ist Die grüne Hölle.
Der Film erzählt die Geschichte des Engländers Henry Wickham, der 1876 Kautschuksamen nach England schmuggelte, um das brasilianische Monopol zu brechen. Der Film erhielt das Prädikat „Staatspolitisch und künstlerisch wertvoll“.

## Handlung
Der Film spielt 1876 und beginnt in London. Sir Joseph Dalton Hooker, der Direktor der Royal Botanic Gardens in Kew, hat eine Audienz beim Lordkanzler. Hooker weist auf den Bedarf Englands an Naturkautschuk und das darauf bestehende Monopol Brasiliens hin, was eine „unerträgliche“ Abhängigkeit darstelle. Der Lordkanzler weist auf in Vorbereitung befindliche Handelsabkommen hin, aber Hooker befürchtet, dass der hohe Abbau von Kautschuk in 50 Jahren den Kautschukpreis auf die Höhe von Gold treiben werde. Hooker schlägt daher vor, in den britischen Kolonien Gummibaum-plantagen anzulegen. Die Ausfuhr von Gummisamen steht in Brasilien allerdings unter hohen Haftstrafen. Einem illegalen Export verweigert der Lordkanzler jedwede Unterstützung der Krone. Hooker erwähnt daher einen Vertrauensmann, Henry Wickham, der das illegale Unternehmen auf eigene Faust durchführen wolle, wovon der Lordkanzler aber nichts hören möchte und das Gespräch beendet.
Mit dem Dampfer Victoria fährt Wickham von Liverpool nach Pará. Mit an Bord ist Mary Waverly, Tochter des britischen Konsuls, auf dem Weg von einem London-Aufenthalt zurück nach Brasilien. Trotz der Proteste ihrer ebenfalls an Bord befindlichen Tante Betty verbringt Mary die meiste Zeit an Bord mit Henry Wickham. Lady Betty weist Henry darauf hin, dass Mary in Pará so gut wie verlobt sei mit dem vermögenden Rinderzüchter und Großgrundbesitzer Don Alonzo de Ribeira.
Zurück in Brasilien eröffnet Mary ihrem Vater, dass sie Don Alonzo nicht mehr heiraten möchte. Ihr Vater ist, auch aufgrund sich anbahnender Kautschukgeschäfte mit Don Alonzo, empört. Er sichert ihr aber seine Unterstützung zu, sie solle jedoch nichts überstürzen. Am Abend trifft Don Alonzo beim Konsul zu einer großen Wiedersehensfeier ein. Anwesend ist auch Wickham, der dort zufällig seinen alten College-Kameraden, Kapitän Murray, wiedertrifft, der mit seinem Schiff, der Wellington, den Amazonas vermessen soll. Unter dem Vorwand, einen seltenen Schmetterling, die laternaria phosphorea, suchen zu wollen, und mit der Fürsprache Marys erhält Wickham von Don Alonzo die Erlaubnis für eine Expedition am Rio Araguaia.
Im Urwald gelingt es Wickham, etliche Gummisamen zu sammeln. Dabei rettet er den Eingeborenen José vor dem Ertrinken, der ihm fortan zur Seite steht. Bei dem Versuch, stromaufwärts ihr Boot über Stromschnellen zu ziehen, verlieren sie einen Container mit Gummisamen, der flussabwärts von einem Fischer aufgefunden und schließlich zu Don Alonzo gebracht wird. Dieser stürmt mit seinem Fund zum Gouverneur Paras und verlangt, Wickham bei seiner Rückkehr verhaften zu lassen. Der Gouverneur möchte allerdings mehr Beweise. Don Alonzo lässt daraufhin Indio-Stämme Jagd auf Wickham machen, der sich immer noch im Urwald befindet. Auf der Flucht vor den Giftpfeilen der Indios müssen Wickham und Josè diverse Abenteuer bestehen und kämpfen mit Krokodilen, Riesenschlangen und Piranhas. Schließlich gelingt es ihm auch noch, ein Exemplar der laternaria phosphorea zu fangen, um seine Geschichte bei seiner Rückkehr glaubhaft erscheinen zu lassen. In der Zwischenzeit hat sich Don Alonzo selbst auf die Suche nach Wickham gemacht. Wickham erkrankt an Fieber und wird auf seinen Wunsch hin von José bei einem Fort abgesetzt, wo auch bald Don Alonzo eintrifft. Da Wickham die Gummisamen bei José gelassen hat, findet Don Alonzo nur den Schmetterling bei ihm, den er ihm heimlich entwendet. Als Wickham gefangen genommen werden soll, gelingt ihm erneut die Flucht.
Zurück beim Konsul teilt Don Alonzo diesem und Mary mit, dass Wickham wohl nicht mehr am Leben sei. Wickham hat sich inzwischen aber zur Mündung des Amazonas durchgeschlagen und trifft wie verabredet dort mit José zusammen. Gemeinsam wollen sie die Gummisamen zur dort liegenden Wellington mit Kapitän Murray an Bord bringen. Dieser hat sich bereit erklärt, die Samen dort – knapp außerhalb der Hoheitsgewässer Brasiliens – aufzunehmen und nach England zu bringen. Allerdings verhindert eine Sturmflut, dass Wickham mit seinem Boot zur Wellington gelangt. Wickham wirft daraufhin einen Kanister mit Samen ins Meer, weil er gesehen hat, dass die Strömung diesen direkt auf die Wellington treiben wird. Der Kanister wird von der Mannschaft der Wellington mit Enterhaken aus dem Wasser gefischt. Als ein brasilianisches Patrouillenboot auftaucht und José von der Besatzung erschossen wird, versenkt Wickham die restlichen Kanister.
Wickham wird verhaftet, aber da wieder keine Samen von den brasilianischen Behörden gefunden wurden, fehlt es vor Gericht an Beweisen für den Gummidiebstahl. Stattdessen wird Wickham nun wegen Spionage angeklagt, weil der von ihm abgezeichnete Schmetterling zufällig dem Grundriss des Urwaldforts ähnelt. Den eigentlichen Schmetterling als Entkräftungsbeweis kann Wickham aber nicht mehr vorweisen und Don Alonzo leugnet vor Gericht, ihn je gesehen zu haben. Wickham wird zum Tode verurteilt.
Als der Gouverneur kurz darauf Don Alonzo zu Anschuldigungen Marys befragt, er habe vor Gericht einen Meineid geleistet, gibt Alonzo unumwunden zu, dies zum Wohle Brasiliens getan zu haben. Der Gouverneur hebt daraufhin das Urteil gegen Wickham auf und die Wellington segelt mit den Samen gen England ab.

## Kritiken
Laut Lexikon des internationalen Films ist Kautschuk ein „Historischer Abenteuerfilm mit faszinierenden Naturaufnahmen.“

## Hintergrund
In den Film eingearbeitet sind Szenen aus einem Dokumentarfilm über den Amazonas von Franz und Edgar Eichhorn. Diese boten den Film der UFA an, woraufhin das Drehbuch nach Franz E. Anders’ (einem Pseudonym Franz Eichhorns) Roman „In der grünen Hölle“ geschrieben wurde.
Gedreht wurde von Juli bis Oktober 1938 in den Babelsberg-Studios und in Travemünde. Die Uraufführungen waren am 1. November 1938 im Ufa-Palast Hamburg und am 8. November im Ufa-Palast am Zoo in Berlin.
Die Einheimischen sprechen Spanisch, obgleich in Brasilien eine Variante des Portugiesischen gesprochen wird.
Die „laternaria phosphorea“ ist kein Schmetterling, sondern eine Unterordnung der Schnabelkerfe.